# Rennbahn am Freudenberg

Werbung für die letzte Veranstaltung auf der Rennbahn am Freudenberg

Die Rennbahn am Freudenberg wurde von 1888 bis 1903 betrieben. Sie lag in der Gemeinde Hamme im Amt Bochum. Es war eine der ersten Radrennbahnen in Westfalen.
Die Radrennbahn wurde am 30. September 1888 auf dem Freudenberg eröffnet. Unter den Fahrern, welche auf der Bahn starteten, befanden sich Fritz Opel, Georg Sorge sowie die Weltmeister August Lehr und Willy Arend. Die Bahn war 333,33 Meter lang, sechs Meter breit, der Kurvenradius betrug 40 Meter und die Kurvenüberhöhung 40 Zentimeter, nach anderen Angaben 20 Zentimeter. Der Belag war aus Asche.
Sie wurde aufgrund von baulichen Vernachlässigungen und Bauspekulationen im Jahr 1903 geschlossen. Weiterhin hatten sich bereits die schnelleren Zementbahnen durchgesetzt.
In den Jahren nach dem Ersten Weltkrieg setzte sich eine Gruppe von Radsport-Enthusiasten für den Bau einer neuen Radrennbahn ein. Darunter war Moritz Lindau als Vorsitzender des „Vereins Radrennbahn Bochum“. Aber erst ab 1924 konnte die Radrennbahn Bochum eröffnet werden.